# Acidente do Douglas DC-3 prefixo PP-VBV em 1963
A Queda do DC-3 PP-VBV foi um desastre aéreo ocorrido em Passo Fundo, Rio Grande do Sul, em 1 de julho de 1963. Sob forte cerração, o Douglas DC-3 prefixo PP-VBV da VARIG procedente de Carazinho colidiu com uma árvore quando tentava efetuar a aterrissagem no aeroporto de Passo Fundo. A colisão e consequente queda despedaçaram a aeronave, porém não ocorreu a explosão dos tanques de combustível, permitindo o resgate dos dois sobreviventes, enquanto que 11 pessoas (entre passageiros e tripulantes) morreram na queda. Entre os mortos no desastre, encontrava-se dom Luís Filipe De Nadal, bispo de Uruguaiana.

## Aeronave
A aeronave destruída no acidente foi fabricada pela Douglas em 1944 para a Força Aérea do Exército dos Estados Unidos e recebeu o número de construção 26889/15444. Após a Segunda Guerra Mundial, foi repassado pelo governo estadunidense para a Royal Air Force, onde operou até junho de 1947 quando foi vendido para a companhia aérea de Malta Kearsley Airways. Após três anos, é revendido para a VARIG, onde é registrado PP-VBV, sendo empregado em rotas regionais no interior do Brasil.

## Acidente
O voo foi iniciado em Porto Alegre às 16h14 de 1 julho de 1963 e tinha como destino a cidade de Erechim, com escalas previstas em Carazinho e Passo Fundo. Ao sobrevoar Passo Fundo, segunda escala do voo, o comandante Magnus Beckheuser encontrou forte nevoeiro sobre a cidade, com visibilidade quase zero. Enquanto realizava os procedimentos de aproximação para pouso, a aeronave colidiu às 17h35 com uma árvore de 30 metros de altura e caiu nos arredores do aeroporto de Passo Fundo. Apesar da queda, a aeronave não explodiu e seus destroços se espalharam em um terreno ao lado da Olaria Maggi. Três pessoas foram resgatadas com vida dos destroços, uma das quais faleceu ao entrar no hospital, enquanto os demais foram encontrados mortos. Antes da chegada das autoridades ao local do acidente, os destroços da aeronave foram saqueados.